# Kunoyarnakkur
Kunoyarnakkur è una montagna alta 819 metri sul mare situata sull'isola di Kunoy, appartenente all'arcipelago delle Isole Fær Øer settentrionali, amministrativamente parte della Danimarca.
È la terza montagna dell'isola per altezza, dopo il Kúvingafjall (830 metri) e il Teigafjall (825-822 metri), e la sesta, sempre per altezza, dell'intero arcipelago.